# Trocodima lenistriata
Trocodima lenistriata är en fjärilsart som beskrevs av Paul Dognin 1906. Trocodima lenistriata ingår i släktet Trocodima och familjen björnspinnare. Inga underarter finns listade i Catalogue of Life.